# Дуго Село-Ласинсько
Дуго Село-Ласинсько (хорв. Dugo Selo Lasinjsko) — населений пункт у Хорватії, у Сисацько-Мославинській жупанії у складі громади Гвозд.

## Населення
Населення за даними перепису 2011 року становило 46 осіб.
Динаміка чисельності населення поселення:

## Клімат
Середня річна температура становить 10,56 °C, середня максимальна – 25,04 °C, а середня мінімальна – -6,25 °C. Середня річна кількість опадів – 998 мм.
| Клімат поселення                              | Клімат поселення | Клімат поселення | Клімат поселення | Клімат поселення | Клімат поселення | Клімат поселення | Клімат поселення | Клімат поселення | Клімат поселення | Клімат поселення | Клімат поселення | Клімат поселення | Клімат поселення |
| Показник                                      | Січ.             | Лют.             | Бер.             | Квіт.            | Трав.            | Черв.            | Лип.             | Серп.            | Вер.             | Жовт.            | Лист.            | Груд.            |                  |
| Середній максимум, °C                         | 6,66             | 8,56             | 13,05            | 17,42            | 21,89            | 25,04            | 24,44            | 23,81            | 20,16            | 15,02            | 9,15             | 5,21             |                  |
| Середня температура, °C                       | 0,22             | 2,10             | 6,59             | 10,96            | 15,44            | 18,59            | 20,27            | 19,63            | 16,00            | 10,86            | 4,99             | 1,05             |                  |
| Середній мінімум, °C                          | −6,25            | −4,35            | 0,15             | 4,51             | 8,98             | 12,15            | 16,12            | 15,48            | 11,84            | 6,70             | 0,82             | −3,11            |                  |
| Норма опадів, мм                              | 60               | 58               | 68               | 78               | 85               | 98               | 90               | 93               | 94               | 98               | 100              | 76               |                  |
| Середньомісячна швидкість вітру, м/с          | 1.60             | 1.80             | 2.20             | 2.10             | 1.90             | 1.74             | 1.70             | 1.60             | 1.50             | 1.60             | 1.68             | 1.68             |                  |
| Середньомісячна сонячна радіація, кДж/м²·день | 4235             | 6916             | 10522            | 15050            | 19184            | 21122            | 22378            | 19326            | 14229            | 8775             | 4655             | 3408             |                  |
| --------------------------------------------- | ---------------- | ---------------- | ---------------- | ---------------- | ---------------- | ---------------- | ---------------- | ---------------- | ---------------- | ---------------- | ---------------- | ---------------- | ---------------- |
| Джерело:                                      |                  |                  |                  |                  |                  |                  |                  |                  |                  |                  |                  |                  |                  |